# Понедельник начинается в субботу
«Понеде́льник начина́ется в суббо́ту» (1965) — фантастическая юмористическая повесть братьев Стругацких, одно из наиболее своеобразных воплощений советской утопии 1960-х годов, художественная реализация мечты авторов о возможности для современного талантливого человека сосредоточиться на научном творчестве и познании тайн Вселенной. 

## Сюжет
Повесть состоит из трёх частей: «Суета вокруг дивана», «Суета сует», «Всяческая суета». Первая часть композиционно работает как вводная; вторая носит сатирический и полемический характер; третья пытается исследовать природу научного творчества и роль, которую играет в нём воображение и способность к нестандартному мышлению.

### «Суета вокруг дивана»
Повествование ведётся от лица Александра Привалова — ленинградского программиста, который во время отпуска поблизости от северного города Соловца подвозит автостопом двух сотрудников местного института. Они, в благодарность, устраивают его переночевать в музей института — Изнакурнож (Избушку на курьих ножках) на улице Лукоморье.
Поначалу Привалов воспринимает как должное и смотрительницу музея, Наину Киевну Горыныч, и то, что в музее и в городе постоянно происходят необычные события, но постепенно приходит к выводу, что все эти необычности должны укладываться в какую-то систему. Магическое зеркало, огромный говорящий кот, выловленная в колодце говорящая щука, которая предлагает ему исполнение желаний, книга-перевёртыш, странные сны, которые воспринимаются как действительность, представляются Привалову прежде всего материалом для удовлетворения его научного любопытства. Он начинает исследовать отдельные проявления этой системы — экспериментирует с неразменным пятаком, вследствие чего оказывается в милиции, где понимает, что для милиционеров происходящие чудеса, в общем, в порядке вещей.
События неожиданно начинают концентрироваться вокруг дивана, на котором спал Привалов. Для начала диван просто исчезает. Затем к Привалову один за другим приходят весьма примечательные личности, которые демонстрируют невероятные способности — они летают, приобретают невидимость, проходят сквозь стены и так далее — и при этом почему-то интересуются исчезнувшим диваном. Между делом Привалов узнаёт, что диван является на самом деле магическим транслятором реальности (откуда и появились «реальные сны»), и был похищен одним из молодых сотрудников института Виктором Корнеевым для исследовательской работы, так как официально истребовать его из музея не удалось из-за бюрократической волокиты. Когда скандал с похищением дивана приобретает неуправляемый характер, на помощь Привалову приходит Роман Ойра-Ойра (один из тех, кого Привалов подбросил до города). Он уговаривает Привалова поступить на работу в НИИЧАВО — Научно-исследовательский институт Чародейства и Волшебства. Привалов соглашается, так как ему уже безумно интересно всё происходящее.

### «Суета сует»
Действие второй части происходит примерно через полгода после действия первой.
В предновогоднюю ночь Александр Привалов, который работает заведующим вычислительным центром НИИЧАВО, остаётся дежурным по институту. Он принимает ключи у всех начальников отделов: перед читателем проходит целая череда ярких персонажей — маги Фёдор Симеонович Киврин и Кристобаль Хозевич Хунта, администратор Модест Матвеевич Камноедов, халтурщики и приспособленцы Мерлин и Амвросий Амбруазович Выбегалло, директор института Янус Полуэктович Невструев (существующий одновременно в двух воплощениях — как администратор А-Янус и как учёный У-Янус) и другие.
В соответствии с инструкцией  Привалов предпринимает обход института — начиная с расположенного в подвале здания вивария, где содержатся опасные магические и мифологические существа, через этажи отделов Линейного счастья, Смысла жизни, Абсолютного знания, Предсказаний и пророчеств, Оборонной магии, Вечной молодости, Универсальных превращений.
Обход заканчивается в лаборатории Витьки Корнеева, который, решил не уходить с работы в новогоднюю ночь и отправил вместо себя отдыхать дубля. Привалов пытается выгнать Корнеева из лаборатории, но с практикующим магом, до крайности увлечённым своими исследованиями, справиться не может. Выйдя из лаборатории Корнеева, он вдруг обнаруживает, что весь институт полон сотрудников, которые вместо того, чтобы встречать Новый год дома, предпочли вернуться в свои лаборатории и продолжать работать.

Сюда пришли люди, которым было приятнее быть друг с другом, чем порознь, которые терпеть не могли всякого рода воскресений, потому что в воскресенье им было скучно. Маги, Люди с большой буквы, и девизом их было — «Понедельник начинается в субботу». Да, они знали кое-какие заклинания, умели превращать воду в вино, и каждый из них не затруднился бы накормить пятью хлебами тысячу человек. Но магами они были не поэтому. Это была шелуха, внешнее. Они были магами потому, что очень много знали, так много, что количество перешло у них наконец в качество, и они стали с миром в другие отношения, нежели обычные люди. Они работали в институте, который занимался прежде всего проблемами человеческого счастья и смысла человеческой жизни, но даже среди них никто точно не знал, что такое счастье и в чём именно смысл жизни. И они приняли рабочую гипотезу, что счастье в непрерывном познании неизвестного и смысл жизни в том же.

Всеобщая рабоче-праздничная атмосфера нарушается очередным «научным успехом» профессора Выбегалло — в его лаборатории «вылупилась» из автоклава «модель человека, неудовлетворённого желудочно». Модель внешне является копией профессора Выбегалло, а её единственной способностью является пожирание всего съедобного. Профессора срочно вызывают в институт. Он появляется в лаборатории вместе с представителями прессы. Оказывается, профессор поставил себе задачу создать Идеального Человека, и исследования уже вышли на этап промежуточного моделирования. Модель успешно демонстрирует, что, удовлетворяя свои желудочные потребности, способна очень много есть — чем дальше, тем больше. Пока модель — «кадавр», — обжирается, Выбегалло разглагольствует о том, что удовлетворение материальных потребностей есть путь к развитию личности и духовному росту. В конце концов, модель от обжорства просто разрывается на куски, забрасывая присутствующих содержимым своих органов пищеварения. Профессор Выбегалло сообщает, что испытания прошли успешно, и возлагает большие надежды на модель следующего уровня — «модель человека, полностью удовлетворённого». Очередная модель сможет, через магию, сразу удовлетворять все свои материальные потребности и по этой причине будет, в понимании профессора, «исполином духа».
На совещании у директора института, свидетелем которого становится Привалов, обсуждается насколько опасной может быть следующая модель. В то время как остальные требуют провести испытания на полигоне, Выбегалло хочет испытаний непосредственно в стенах лаборатории. Однако он немедленно меняет точку зрения, когда Янус Полуэктович решает проводить испытания на полигоне в связи с тем, что «эксперимент будет сопровождаться значительными разрушениями». Невструев также почему-то выносит «предварительную благодарность» Роману Ойре-Ойре за «находчивость и мужество».
Именно так всё и происходит — модель Идеального Потребителя сразу после рождения переносит к себе все материальные ценности, до которых смогла дотянуться своими магическими способностями, а затем пытается свернуть пространство, — видимо, чтобы обрести всемогущество в замкнутом объёме. Катаклизм предотвращает Роман Ойра-Ойра, который бросает в Идеального Потребителя бутылку с джинном, и вырвавшийся на свободу джинн уничтожает выбегалловскую модель до того, как она смогла обрести всемогущество.

### «Всяческая суета»
Действие происходит в НИИЧАВО в течение нескольких обычных рабочих дней. ЭВМ «Алдан» в вычислительном центре Привалова неисправна, поэтому Привалов бродит по институту и участвует в разнообразных событиях — например, в испытании машины, позволяющей отправиться в описанное писателями прошлое или будущее — Привалов отправляется в описанное фантастами будущее. Эта часть главы представляет собой пародию на литературу о будущем — от античных утопий до новой советской и зарубежной футуристической фантастики, где авторы временами не щадят даже свои собственные произведения.
Затем Привалов становится свидетелем странной смерти говорящего попугайчика, который появился из кабинета Януса Полуэктовича. Оказывается, эта смерть укладывается в цепочку событий, которые происходили в предыдущие два дня — на следующий день попугайчик оказывается жив. Заинтересованные этим Ойра-Ойра, Корнеев, Эдик Амперян и Привалов начинают исследование этого феномена, который приводит их к идее контрамоции — возможности существования объектов и процессов, движущихся в обратном направлении по времени. Эта теория объясняет не только события с попугайчиком, но и все необычные обстоятельства, связанные с Янусом Полуэктовичем Невструевым (А-Янус в будущем становится контрамотом У-Янусом — поэтому каждый день первый стареет, а второй наоборот, молодеет). А также, при большом желании, даже тайну Тунгусского метеорита.

### Приложения
В большинстве изданий основной текст повести сопровождается послесловием, якобы написанным по просьбе авторов Александром Приваловым (в котором тот указывает на ряд допущенных авторами досадных ошибок, хотя и признаёт за повестью ряд достоинств), и глоссарием, в котором разъяснены упомянутые в повести мифологические и магические реалии.

## Фантастическая образность
Игровое, карнавальное начало, являющееся составляющей фантастики и гротеска, в «Понедельник начинается в субботу» играет очень важную роль, определяя всю структуру образов, характер самого произведения. В первую очередь это игровое, гротескное соединение науки, современной написанию повести, и сказочного волшебства; научного эксперимента и объекта этого эксперимента (огнедышащий дракон и пр.). Эта игра в значительной мере самоценна, являясь как бы частью содержания «Понедельника»:83.

## Время действия
Согласно вычислениям исследователей творчества Стругацких, наиболее вероятны следующие датировки повести:
- Действие первой части начинается вечером в четверг 26 июля 1962 года и завершается утром в субботу 28 июля 1962 года.
- Вторая часть начинается вечером 31 декабря 1962 года в понедельник и заканчивается утром 1 января 1963 года во вторник.
- Действие третьей истории относится к интервалу от утра среды 10 апреля 1963 года до второй половины дня пятницы 12 апреля 1963 года, причём задним числом поминается вторник 9 апреля, а Янус Полуэктович предсказывает Привалову некоторые события субботы 13 апреля.

Среди дней, когда происходит действие повести, нет ни одного воскресенья.

## Происхождение названия
По рассказу Бориса Стругацкого, в начале 1960-х годов его хорошая знакомая Н. А. Свенцицкая разыграла его, утверждая, что в ленинградском Доме Книги продаётся новая книга Эрнеста Хемингуэя «Понедельник начинается в субботу». Придуманное ею название понравилось Стругацким своей глубокой афористичностью, и впоследствии они использовали его для своей повести.

## Прототипы персонажей
Известно, что ряд персонажей повести «списаны» авторами с настоящих людей, однако Стругацкие избегали раскрывать их имена («Мы всегда предпочитали не распространяться о прототипах наших героев. Далеко не каждому нравится быть прототипом»). Тем не менее Борис Стругацкий подтвердил в ответах интервью следующие соответствия:
- профессор Выбегалло — главным прототипом был Трофим Лысенко[6], второстепенным — Александр Казанцев;
- Янус Полуэктович Невструев — директор Пулковской обсерватории Александр Александрович Михайлов[7];
- Фёдор Симеонович Киврин — прототипом был Иван Антонович Ефремов.

## Советская цензура
Редактор повести вычеркнул несколько фрагментов текста: упоминание «министра госбезопасности» Малюты Скуратова, а также реминисценции на гимн «Интернационал» в воспоминаниях сэра гражданина Мерлина. В отличие от «Сказки о Тройке», в «Понедельнике» самим авторам пришлось изменить всего одно слово. В оригинальной версии есть следующее шуточное двустишие:
Вот по дороге едет ЗИМ,
И им я буду задавим.
После осуждения «антипартийной группы» предприятие «ЗИМ» (Завод имени Молотова) было переименовано в «ГАЗ» (Горьковский Автозавод), и слово «ЗИМ» потребовалось заменить. Поскольку в это же время автозавод имени Сталина (ЗИС) был переименован в ЗИЛ (Завод имени Лихачёва), авторы использовали это сокращение, так что двустишие во всех доперестроечных изданиях потеряло рифму:
Вот по дороге едет ЗИЛ,
И им я буду задавим.
В 1992 году повесть была издана в редакции Бориса Стругацкого. Были устранены вышеупомянутые цензурные изменения.

## Значение
Повесть «Понедельник начинается в субботу» оказала заметное влияние на мировоззрение нескольких поколений советских читателей 1960—1980-х годов, неоднократно вызывала острую полемику; фразы из неё разошлись на цитаты и доныне широко узнаваемы .
Поскольку повесть во многом была завязана на реалиях социалистической эпохи, после распада глобальной социалистической системы к 1991 году она стала менее понятна новому поколению читателей, что вызвало падение интереса к ней. Однако новый строй в России конца XX века, лишившись положительных черт советской эпохи, сохранил её отрицательные стороны, и «Понедельник начинается в субботу» опять оказался неожиданно актуален — как в утопической части (темы психологии творчества, свободы научного поиска, попыток концептуальных научных прорывов), так и в сатирической части (распространение лженаучных концепций и профанация научных достижений, бюрократизм, психология потребительства и так далее).
Повесть представляет собой единственное произведение советской литературы, где сатирически выведен распространённый (особенно в годы сталинизма) тип политического демагога — Выбегалло. Правда, по цензурным соображениям, он цитирует не идеологических классиков, а французские афоризмы, но политический упор проявляется постоянно: «внеклассовый огнедышащий дракон», «отгораживаете нашу науку от народа» и тому подобное. Этот аспект был значительно усилен авторами в продолжении повести — «Сказке о Тройке».

## Отзывы о повести
Сейчас в повести Стругацких «Суета вокруг дивана», например, говорят трансгрессор, гиперполе, анизотропная модуляция или что-нибудь такое же наукообразное — и дело сделано: можно накручивать любые чудеса из сказок всех времён и народов.
…
Конечно, и произведения вроде повести Стругацких, рассказа В. Григорьева «Рог изобилия», собранные в книге «Фантастика. 1964», имеют право на жизнь. И безделушка, если она сделана умело, может позабавить. Но не слишком ли много этих безделушек, не тонут ли в них основные задачи научной фантастики?
В этих сказках, где всё решается с помощью известного слова (вместо «триф траф» — «трансгрессор»), герой борется лишь с теми трудностями, которые природа воздвигает на пути к таким-то замыслам. Отсутствие прямой борьбы между действующими лицами сушит нашу фантастику, делает её менее привлекательной для подростков. Как бы свежа, неожиданна, увлекательна ни была та или иная идея, но если вокруг неё нет столкновения характеров, нет чёткой социальной расстановки борющихся сил, а отсюда — нет и ярких приключений, сюжетных неожиданностей, интерес молодых читателей, да и не только молодых, разбужен в полной мере не будет. К сожалению, у наших фантастов приключения носят сугубо служебный, головной характер, они явно выдуманы в кресле, а не навеяны бурей борьбы, либо приключений просто нет, как в упоминавшейся ранее повести Стругацких. Нельзя же, действительно, считать приключениями то, что происходит в избушке на курьих ножках…
— Михаил Ляшенко. Без прицела. // Лит. Россия, 26 ноября 1965. С. 16—17

Со всех концов света и со всех веков в провинциальный северорусский городок собрались чародеи и волшебники. При всём его разноличии шумный интернационал отмечен заметными советскими чертами. О, это высококвалифицированные маги! Они могут проходить сквозь стены и превращать окружающих в пауков, мокриц, ящериц и других «тихих животных», они преуспели в дрессировке огнедышащих драконов, ловко управляются аж с нелинейной трансгрессией, но их братство оказывается беспомощным перед Административно-командной системой, которая, правда, в те годы ещё не знала, что она так называется. Я вовсе не предполагаю, что персонажи Стругацких могли бы стать предвестниками перестройки, это, конечно, не компетенция волшебников, речь идёт всего лишь об их взаимоотношениях с руководством Института чародейства и волшебства, для которого Стругацкие придумали очаровательную аббревиатуру — НИИЧАВО. Штатные маги покорно подчиняются замдиректору по АХЧ Камноедову, дураку и бюрократу, стоят в очереди за получкой, принимают как должное неизбежность соблюдения множества нелепых инструкций и правил внутреннего и внешнего распорядка, а — главное — вынуждены терпеть в своей честной трудовой семье таких невежд, как профессор Выбегалло, изъясняющийся на трогательной смеси французского с нижегородским, хотя прекрасно знают цену этому деятелю отечественного просвещения. Видимо, есть силы, перед которыми пасует и чёрная, и белая магия.— Всеволод Ревич. Перекрёсток утопий. Судьбы фантастики на фоне судеб страны (М., 1998)]
В книге Бэйрда Сирлса «A Reader’s Guide to Science Fiction» (1979) повесть курьёзно аннотирована как посвящённая «крупномасштабным секретным исследованиям в СССР паранормальных и парафизических феноменов» («about the secret Soviet investigation on a grand scale into paranormal and paraphysical phenomena»).
Полемический отзыв о творчестве Стругацких, опубликованный Ириной Васюченко в 1989 году, обыгрывает название данной повести: «Отвергнувшие воскресенье».

## Публикации
Первая часть повести была опубликована в 1964 году в сборнике «Фантастика, 1964 год» (Молодая гвардия) под названием «Суета вокруг дивана: Сказка для научных работников младшего возраста». В № 6 журнала «Искатель» за тот же год было опубликовано начало первой главы второй части.
Первое полное книжное издание повести вышло в 1965 году в издательстве «Детская литература». Повесть также вошла в авторский сборник братьев Стругацких в книжной серии «Библиотека современной фантастики» (т. 7), выпущенный в 1966 году. Следующее переиздание повести состоялось только в 1979 году. Начиная с 1986 года повесть начала ежегодно переиздаваться в центральных и региональных издательствах.

## Производные работы

### Переводы
Повесть «Понедельник начинается в субботу» многократно переводилась и издавалась за рубежом.
Первый перевод на английский язык вышел в 1977 году в американском издательстве «DAW Books» под названием «Monday Begins on Saturday» в переводе Леонида Ренена. В 2005 году британское издательство Seagull Publishing выпустило (под названием «Monday starts on Saturday») новый перевод повести, сделанный Эндрю Бромфилдом.

### Экранизации
В 1965 году на Ленинградском телевидении режиссёром Александром Белинским был поставлен одноимённый телеспектакль по вышедшей в том же году повести. Телефильм был негативно встречен авторами и зрителями и больше в эфире не появлялся.
Телевизионный фильм Константина Бромберга «Чародеи» (1982) использует отдельные мотивы и персонажей повести «Понедельник начинается в субботу», но не является её экранизацией, поскольку первый вариант сценария, написанный Стругацкими, не удовлетворил режиссёра, и авторам было высказано требование написать самостоятельное произведение.
В одном из выпусков журнала «Уральский следопыт» был опубликован также написанный Стругацкими сценарий художественного фильма по мотивам повести, достаточно близкий к оригиналу, однако попыток его экранного воплощения до сих пор предпринято не было. В 2013 году планировался 12-серийный фильм по повести (продюсер Ю. Бахшиев).
Компания «Тетерин Фильм» планировала в 2016 году выпустить в прокат малобюджетный (2 млн долларов на начало 2015 года) фильм с рабочим названием «ПНВС» (аббревиатура от названия повести «Понедельник начинается в субботу»)[уточнить][когда?].
В фильме «Служебный роман» 1977 года во время начальных титров (на второй минуте), у парадного входа в здание, где находилось описываемое в фильме «Статистическое учреждение», демонстрируется в том числе и вывеска «НИИ Чего», не точно повторяющая, но явно отсылающая к повести «Понедельник начинается в субботу».

### Иллюстрации
Повесть неоднократно издавалась с классическими иллюстрациями Евгения Мигунова. Для ряда переизданий Мигунов делал новые иллюстрации, несколько адаптируя и осовременивая образы персонажей.
Известна также сделанная для переиздания 1992 года оригинальная серия иллюстраций Андрея Карапетяна, который также проиллюстрировал «Сказку о Тройке».

### Продолжения
- Продолжением повести, связанным с ним персонажами, стала написанная Стругацкими через несколько лет сатирическая повесть «Сказка о Тройке», которая была издана в переработанном и сокращённом виде в 1968 году, а в более или менее авторском варианте — только в 1989 году.
- Имя Драмба, упоминаемое в этой повести попугаем Фотоном, позднее было использовано Стругацкими как имя робота в повести «Парень из преисподней».
- Фамилия Привалов встречается в другом произведении Стругацких — «Страна багровых туч» (1957).
- В антологиях проекта «Время учеников» опубликованы две новеллы, написанные другими авторами с использованием образов и мотивов «Понедельника…»: «Неделя неудач» Сергея Лукьяненко и «Орден Святого Понедельника» Николая Ютанова.

Имеются также «неофициальные» продолжения, например рассказ Сергея Афанасьева «Четвёртый опыт Выбегаллы».

### Компьютерные игры
Фирма RootFix Entertainment по мотивам повести выпустила квест с одноимённым названием.

### Поэзия
Текст песни «Аллергия» из альбома «Коварство и любовь» рок-группы «Агата Кристи» полностью взят из повести, где он цитируется по книге П. И. Карпова «Творчество душевнобольных и его влияние на развитие науки, искусства и техники». Небольшой фрагмент также цитируется в припеве песни Анны Герасимовой «Трепеща и одиноко».

## Литературные и общекультурныереминисценциив тексте повести
В повести регулярно цитируются (впрямую и «раскавыченно») известные литературные (и не только) произведения.
- Названия второй и третьей частей повести — «Суета сует» и «Всяческая суета» — отсылают к Екклесиасту: «Суета суетствий, рече екклесиаст, суета суетствий, всяческая суета» (Екк. 1:2; цитата по церковнославянской Библии).
- Первая фраза повести «Я приближался к месту моего назначения» является также фразой из повести Пушкина «Капитанская дочка». Такое начало, по воспоминаниям Александра Щербакова, было принято в близкой к Стругацким писательской среде начала 1960-х годов как знак того, что текст не является вполне серьёзным[26].
- В первой истории («Суета вокруг дивана») имеется сцена, в которой Привалову вслед кричат «Стиля-ага! Папина „Победа“!». Имеется в виду известная карикатура Бориса Пророкова «Папина „Победа“», в которой высмеивались стиляги[27] (опубликована в 1954 году[28] в журнале «Крокодил»[29]).
- Представление о внешности Джузеппе Бальзамо Саша Привалов почерпнул из повести Алексея Толстого «Граф Калиостро» («…по Толстому, граф был жирен и очень неопрятен на вид…»).
- Пародийный образ Мерлина авторы создавали не на основе обширной мифологии классической Артурианы, а оттолкнувшись от сатирического изображения этого персонажа в романе Марка Твена «Янки из Коннектикута при дворе короля Артура». В «Понедельнике…» Мерлин рассказывает «осовремененную» версию того же сюжета об обретении Артуром волшебного меча, что и в романе Твена (в котором этот рассказ также использован как цитата из «Смерти Артура» Томаса Мэлори — кн. 1, ч. I, гл. 25).
- Саваоф Баалович О́дин.
  - Саваоф (ивр. צבאות‎) — одно из имён Бога, которое взято из текста Ветхого Завета (например, 1Цар. 17:45).
  - Бааль (Ваал) — древнее семитское божество, одно из святилищ которого находилось на месте современной Кедронской долины в Иерусалиме.
  - Один — верховное божество в германо-скандинавской мифологии.
- Все французские выражения Выбегалло почерпнуты из романа Льва Толстого «Война и мир».
- В описании ковра-самолёта упоминается черкес, «обнимающий младую черкешенку на фоне соплеменных гор», — это ироничная отсылка к стихотворению Лермонтова «Спор»: «Как-то раз перед толпою соплеменных гор…».
- «Парадоксальное» определение счастья Магнуса Фёдоровича Редькина «Счастливей всех шуты, дураки, сущеглупые и нерадивые, ибо укоров совести они не знают, призраков и прочей нежити не страшатся, боязнью грядущих бедствий не терзаются, надеждой будущих благ не обольщаются» является парафразом из 35-й главы «Похвального слова Глупости» Эразма Роттердамского[30].
- В эпизоде на полигоне момент «свёртки пространства» («…ползёт, заворачиваясь вовнутрь, край горизонта…») напрямую отсылает к «Откровению» Иоанна: «И небо скрылось, свившись как свиток» (Откр. 6:14).
- В эпизоде «путешествия в описываемое будущее» пародируются штампы советской и зарубежной научной фантастики. Часть текста содержит явные отсылки к роману А. Колпакова «Гриада» (1960), в частности «пантеон», в котором погружённые в анабиоз женщины ожидают улетевших космонавтов. «Увечный звездолётчик» и «Железный диктатор из Малого Магелланова облака» взяты из повести Олеся Бердника «Пути титанов»; в этой повести тоже присутствует «пантеон». Крадущиеся пионеры с томиками Шекспира — намёк либо на книги Адамова «Тайна двух океанов» и «Победители недр», либо на рассказ Олеся Бердника «Марсианские „зайцы“». Мимоходом помянутое слово «Эоэлла» пришло в текст из романа Казанцева «Внуки Марса», который был опубликован под одной обложкой с «Путями титанов» — в альманахе «Мир приключений» за 1962 год[31][32].

В произведении действуют и упоминаются персонажи и предметы русских сказок, фольклорных и мифологических произведений:
- Авгуры — традиционно занимаются предсказаниями;
- Вурдалаки — согласно глоссарию, «Маги, вставшие по тем или иным причинам на путь абстрактного зла»;
- Василий, говорящий кот — «Кот учёный» из пролога поэмы Пушкина «Руслан и Людмила»;
- Гекатонхейры — сторукие пятидесятиголовые великаны, сыновья верховного бога Урана (неба) и Геи (земли): Бриарей, Котт и Гиес; в книге живут в виварии НИИЧАВО, иногда привлекаются для общих работ в качестве грузчиков;
- Гидра — согласно глоссарию, «действительно существующая многоголовая рептилия, дочь З. Горыныча и плезиозаврихи из озера Лох-Несс»;
- Говорящая щука — щука, пойманная Емелей, из русской народной сказки «По щучьему веленью»;
- Голем — согласно глоссарию, «один из первых кибернетических роботов»;
- Гомункулус — «искусственное человекоподобное существо, его используют для биомеханического моделирования»;
- Гномы — согласно глоссарию, «большинство гномов — это забытые и сильно усохшие дубли»;
- Демоны Максвелла — швейцары, «всю жизнь они занимались открыванием и закрыванием дверей»;
- Джинны — согласно глоссарию, «почти все джинны являются дублями царя Соломона и современных ему магов»;
- Домовые — согласно глоссарию, «это либо вконец опустившиеся маги, не поддающиеся перевоспитанию, либо помеси гномов с некоторыми домашними животными»;
- Змей Горыныч — в НИИЧАВО используется для опытов («Сам З. Горыныч был заперт в старой котельной…»);
- Кербер Псоевич Дёмин, завкадрами;
- Китежградский завод маготехники — отсылка к легенде о Китеж-граде;
- Кощей Бессмертный — «содержался он в бесконечном предварительном заключении, пока велось бесконечное следствие по делу о бесконечных его преступлениях»;
- Лев Бен Бецалель — легендарный ребе времён Возрождения. Его философские труды большей частью связаны с рассмотрением иррационального и сверхъестественного в традиционных учениях Каббалы. Многочисленные легенды о нём варьируют мотив приписываемых ему магических способностей. Как и легендарный маг Фауст, он создал «голема», искусственное человекообразное существо, и вдохнул в него жизнь, подобно тому, как поступали с гомункулом алхимики;
- «Молот ведьм» — реально существующая книга;
- Оборотень — согласно глоссарию, «человек, способный превращаться в некоторых животных»;
- Оракул — «„Соловецкий оракул“ — это небольшая тёмная комната, где уже много лет проектируется установить мощную электронно-счётную машину для мелких прорицаний»;
- Пифии — «очень много курят и занимаются общей теорией предсказаний»;
- Янус Полуэктович Невструев — единый в двух лицах директор института; получил своё имя от Януса (лат. Ianus ← ianua «дверь») римской мифологии — двуликого бога дверей, входов, выходов, различных проходов, а также всяческих начинаний и начал во времени.
- Упомянута скульптура «Атомиум» Всемирной выставки 1958 года:

Голова бабки поверх чёрного пухового платка, завязанного под подбородком, была покрыта весёленькой капроновой косынкой с разноцветными изображениями Атомиума и с надписями на разных языках: «Международная выставка в Брюсселе».